# Silver Stadium (Lilongwe)
Il Silver Stadium è uno stadio calcistico di Lilongwe, nel Malawi.
Ospita le partite casalinghe dei Silver Strikers e ha una capienza di 20 000 posti.